# Calicina morroensis
Calicina morroensis is een hooiwagen uit de familie Phalangodidae. De wetenschappelijke naam van Calicina morroensis gaat terug op Briggs.